# Stylidium articulatum
Stylidium articulatum är en tvåhjärtbladig växtart som beskrevs av Robert Brown. Stylidium articulatum ingår i släktet Stylidium och familjen Stylidiaceae. Inga underarter finns listade i Catalogue of Life.